# Desognaphosa kuranda
Desognaphosa kuranda là một loài nhện trong họ Trochanteriidae. Loài này phân bố ở Queensland.